# Rahul Gandhi
Rahul Gandhi (ur. 19 czerwca 1970 w Nowym Delhi) – indyjski polityk.

## Życiorys

### Pochodzenie
Urodził się w Nowym Delhi. Jest potomkiem jednej z najistotniejszych dynastii politycznych w historii współczesnych Indii. Jego rodzina bywa zresztą uznawana za najdłużej funkcjonującą dynastię polityczną w krajach odwołujących się do demokracji. Przyszedł na świat jako pierwsze dziecko Rajiva Gandhiego oraz jego pochodzącej z Włoch żony Soni. Jego babką była Indira Gandhi, premier Indii między 1966 a 1977 oraz ponownie od 1980 do 1984. Pradziadek, Jawaharlal Nehru, był pierwszym przywódcą Indii po uzyskaniu niepodległości – jako premier rządu federalnego między 1947 a 1964. Wśród jego przodków znajduje się także Motilal Nehru, przewodniczący Indyjskiego Kongresu Narodowego od 1919 do 1920 oraz od 1928 do 1929.

### Wykształcenie i aktywność zawodowa
Na wykształcenie Rahula Gandhiego znaczny wpływ miały dramatyczne okoliczności, w których przyszło mu dorastać. Podstawową edukację odbierał początkowo w prestiżowej St. Columba’s School w rodzinnym mieście. W 1981 przeniesiony został do The Doon School w Dehradun. Po zabójstwie jego babki ze względów bezpieczeństwa odbierał edukację domową. Kształcił się następnie w stołecznym St. Stephen’s College i na Uniwersytecie Harvarda. Drugą z tych instytucji opuścił po zabójstwie jego ojca w 1991. Podjął studia na Rollins College w Winter Park na Florydzie. Studia magisterskie ukończył ostatecznie w Kolegium Trójcy Świętej w Cambridge, części University of Cambridge w 1995. Związał się zawodowo z jednym z brytyjskich przedsiębiorstw konsultingowych. W 2002 powrócił do kraju rodzinnego, utworzył własną firmę również związaną z konsultingiem, Backops Services Private Ltd..

### Działalność polityczna
Wcześnie zaangażował się w życie polityczne, w ramach zdominowanego przez własną rodzinę Indyjskiego Kongresu Narodowego (INC). Do izby niższej indyjskiego parlamentu federalnego dostał się po raz pierwszy w 2004. Mandat odnawiał kolejno w 2009, 2014 oraz 2019. Reprezentował okręg wyborczy Amethi, tradycyjne ściśle związany z jego rodziną. Od 2019 jest posłem reprezentującym okręg wyborczy Wayanad w położonej na południu kraju Kerali. 
Zajmował szereg kluczowych stanowisk w partyjnej hierarchii INC. Był sekretarzem generalnym macierzystej formacji (2007–2013) oraz jej wiceprzewodniczącym (2013-2017). Wreszcie został przewodniczącym Indyjskiego Kongresu Narodowego (2017-2019). Stoi jednocześnie na czele partyjnej organizacji młodzieżowej (od 2007), kieruje też National Students Union of India (od 2007). Jako przedstawiciel tradycyjnej elity indyjskiej jest częstym obiektem nierzadko bardzo ostrej krytyki. Obwinia się go o spektakularną porażkę partii w wyborach z 2014, które wyniosły do władzy nacjonalistyczną Indyjską Partię Ludową (BJP) oraz Narendrę Modiego. Jego próby wpisania się w falę popularności hinduskiego nacjonalizmu nie przyniosły oczekiwanego rezultatu. Partia pod jego przywództwem jedynie minimalnie poprawiła swój wynik w wyborach z 2019. W 2023 został pozbawiony mandatu w związku ze skazaniem go na dwa lata więzienia w motywowanej politycznie sprawie o zniesławienie. 4 sierpnia 2023 Sąd Najwyższy uznał ów wyrok za niebyły, tym samym otwierając politykowi drogę do powrotu do wykonywania mandatu. W parlamentarnych ławach zasiadł ponownie trzy dni później.
Kilkanaście miesięcy wcześniej, we wrześniu 2022, podjął liczący przeszło 4000 kilometrów marsz z Tamilnadu na południu kraju do Kaszmiru na jego dalekiej północy. Wydarzenie to znane było jako Bharat Jodo Yatra. Zakończone w styczniu 2023, określone zostało przez komentatorów jako znaczące w stopniowo następującej przemianie sposobu postrzegania polityka przez indyjskiego wyborcę. Niektórzy z jego zażartych krytyków uznali wówczas, że Gandhi stał się wreszcie wiarygodnym przywódcą, dalej wszakże wyrażając wątpliwości co do tego, czy posiada on cechy niezbędne u potencjalnego przyszłego premiera kraju.

### Życie prywatne
Jest kawalerem, co w większości konserwatywnym społeczeństwie indyjskim jest przyczynkiem do dyskusji i kontrowersji. Kwestia ta bywa regularnie przywoływana w dyskursie publicznym, czasem zresztą przez samego Gandhiego. W 2013 sugerował on chociażby, iż być może nigdy nie założy rodziny. Jego plany matrymonialne wykorzystywane są także przez innych polityków, tak przeciwników jak i sprzymierzeńców Kongresu. W 2017 minister w rządzie federalnym Ramdas Athawale wezwał Gandhiego do poślubienia kobiety wywodzącej się ze społeczności niedotykalnych. Skrytykował w ten sposób politykę INC w kwestiach odnoszących się do dyskryminacji kastowej. W czerwcu 2023, podczas spotkania przywódców partii opozycyjnych w Patnie przywódca Rashtriya Janata Dal (RJD) Lalu Prasad Yadav wezwał go do jak najszybszego zawarcia związku małżeńskiego.